# ラッセル・ブランド
ラッセル・ブランド（Russell Brand, 1975年6月4日 - ）は、イギリスのコメディアン・俳優・司会者。長い黒髪が特徴。

## 略歴
イングランド・エセックスに生まれる。写真家の父親のもとに生まれるが、ラッセルが6か月の時に両親が離婚。母親に引き取られ母子家庭で孤独な少年時代を過ごした。学校で出演した寸劇でおもしろさに目覚め、演劇の道を志すようになる。しかし演劇学校の門を叩くもマリファナ・ヘロイン中毒やアルコール中毒が原因で何度も破門にされる。その後コメディアンを目指すことを決意し、イギリスでコメディアンとして人気者になる。最近ではアメリカにもその人気は広がり、2008年にMTVミュージックアワードの司会をつとめた。この司会ぶりが好評を呼び、2009年も続投で司会に抜擢された。

## 私生活

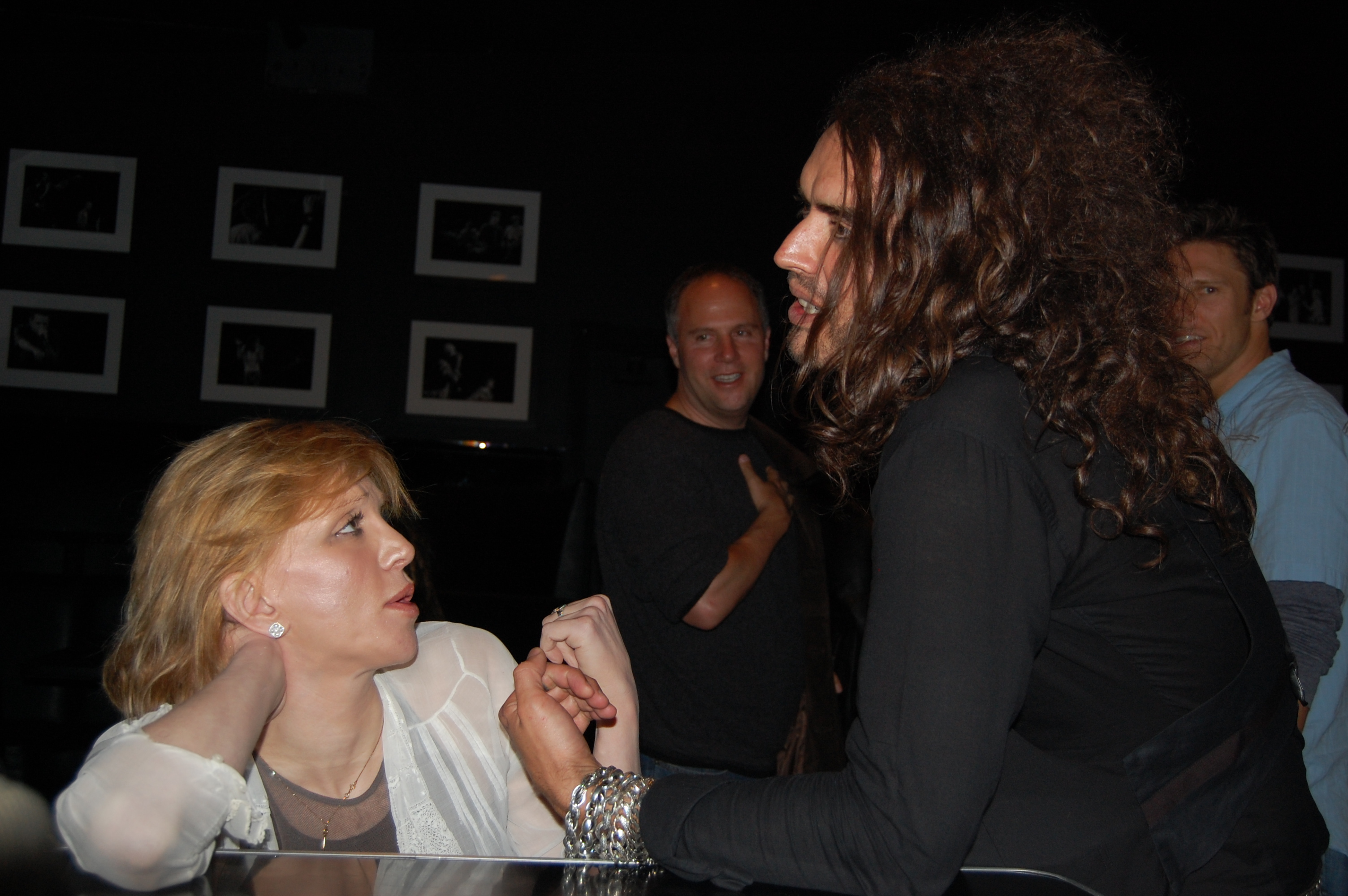
コートニー・ラブと話し込むブランド

14歳の時からベジタリアンであり、ザ・スミスとウェストハム・ユナイテッドFCの大ファンとしても知られる。ペットの猫にザ・スミスのボーカルであるモリッシーの名前をつけている。2009年9月より、アメリカの歌手ケイティ・ペリーとの交際が伝えられ、2010年1月に婚約を発表し、同年10月23日にインドで結婚したが、2012年に離婚。
2025年4月4日、女性4人に対する強姦などの罪でロンドン警視庁に訴追された。

## 主な出演作品
- 聖トリニアンズ女学院 St. Trinian's (2007)
- ペネロピ Penelope (2008)
- 寝取られ男のラブ♂バカンス Forgetting Sarah Marshall (2008)
- ベッドタイム・ストーリー Bedtime Stories (2008)
- 怪盗グルーの月泥棒 3D Despicable Me (2010) 声の出演
- 伝説のロックスター再生計画! Get Him to the Greek (2010)
- テンペスト The Tempest (2010)
- イースターラビットのキャンディ工場 Hop (2011)
- ミスター・アーサー Arthur (2011)
- ロック・オブ・エイジズ Rock of Ages (2012)
- 怪盗グルーのミニオン危機一発 Despicable Me 2 (2013) 声の出演
- オレの獲物はビンラディン Army of One (2016)
- ラッセル・ブランドの生まれ変わる! (2018) Netflix オリジナル
- ナイル殺人事件 Death on the Nile (2022)

## 参照
1. ↑  “Interview with Russell Brand”. The Observer. (2006年6月18日) 2008年4月14日閲覧。
2. ↑  Russell Brand Gets To Be In New Morrissey Video
3. ↑  http://www.thesun.co.uk/sol/homepage/showbiz/bizarre/2666479/Lovebirds-Russell-Brand-and-Katy-Perry-pictured-for-first-time-on-date.html
4. ↑  “Russell Brand proposes to his American girlfriend Katy Perry”. Hello Magazine. (2010年1月6日) 2010年1月6日閲覧。
5. ↑  Katy Perry, Russell Brand Wed in Elaborate Indian Ceremony", Saturday – October 23, 2010 US Magazine online
6. ↑  “英人気コメディアンのラッセル・ブランド氏 強姦などの罪で訴追”. 毎日新聞. (2025年4月5日) 2025年4月5日閲覧。